# Реймон Будон
Реймон Будон (на френски: Raymond Boudon) е френски социолог и философ, един от основните представители и разпространители на научното течение методологически индивидуализъм във френската социологическа школа. Той е едно от големите имена на хуманитарните и социални науки през втората половина на ХХ век, въпреки че в страната си е смятан за мислител „срещу течението“. Извън Франция Реймон Будон е споменаван наред с влиятелните социолози от 50-те последни години.

## Биография
Роден е на 27 януари 1934 г. в Париж, в буржоазно семейство. Посещава лицея „Людовик Велики“ в родния си град. Съществуват съвсем малко писмени спомени, оставени от Будон за войната и за тоталитаризма, които бележат голяма част от детството му. Пак във френската столица през 1954 г. той е приет от втори опит да учи в Екол нормал (на френски: École Normale Supérieure), където завършва през 1958. След това отбива двугодишна военна служба във военноморския флот.
През 60-те години на ХХ век Будон осъществява няколко научноизследователски престоя в Съединените американски щати и в Германия, благодарение на получените изследователски стипендии в няколко престижни университета – Университета във Фрайбург и Колумбийския университет в Ню Йорк. Престоят му в последния успява да сложи край на колебанията му за бъдещата му професионална ориентация.
През 1961 г. постъпва в Националния център за научни изследвания на Франция. Впоследствие става преподавател в Университета в Бордо. От 1968 до 1971 г. е директор на Центъра за социологически изследвания. През 1971 г. основава Групата за изследване на методите за социологически анализ, на която остава ръководител до 1999 г.
Преподавател е по социология и философия в множество университети, но основната част от кариерата му преминава в Сорбоната (1978 – 2002), където е почетен професор (Емерит). Освен там Будон преподава в различни моменти от кариерата си в Университета „Рене Декарт“, в Харвардския и Чикагския университет (като гост преподавател) и др.
Той е ръководител на престижното списание „Социологическата година“ (на френски език: L’Année sociologique) до 2002 г. Заместник главен редактор е на списанието Quality and Quantity (Амстердам). Будон също така е член на редакционните комитети на редица други научни списания, сред които Revue française de sociologie, The American Journal of Sociology, Theory and Decision и др. Дълги години е творчески ръководител на колекцията „Социологии“ на издателството PUF.
Умира на 10 април 2013 г. в Париж на 79-годишна възраст.

## Основни идеи
Будон е един от малкото френски социолози, получили сериозна международна признателност. Често се счита, че популярността му в англосаксонските страни е дори по-голяма от тази, на която се радва във Франция, където някои от неговите противници сравняват визиите му с „ерес“.
Противник на всякаква форма на редукционизъм, релативизъм, или детерминизъм, било то натуралистичен или социално историческо, Ремон Будон вярва в силата и в универсалността на разума, разум който се отнася както и до примитивния човек, така и до западния.
Въпреки че книгите му нямат голям успех в книжарниците, той успява да предизвика във Франция важни интелектуални дебати за отношението между социалните структури и индивидуалното действие. Периодът през втората половина на 20 век може да бъде запомнен като дуел между структуралистите на Бурдийо и индивидуалистите на Будон.
В своя интелектуален път Будон бива повлиян и вдъхновен от текстовете на Алексис дьо Токвил, Макс Вебер и Емил Дюркем, но и от съвременниците си като Реймон Арон или Жан Стьотсел. През 60-те години на 20 век Реймон Будон заминава за Съединените американски щати, където, както други свои френски съвременници, е силно повлиян от американските теоретични течения социологията в този момент. Възможността му да работи с Робърт Мъртън и Пол Лазарсфелд в САЩ оказва също така голямо въздействие върху концептуалното и социологическо развитие на Реймон Будон. Последният го повлиява дълбоко чрез разкривайки му новите понятия на емпиричната социология в САЩ. По това време Лазарсфелд е един от водачите на школата, занимаваща се с разработката и приложението на количествените методи в социологията. Така Будон се утвърждава като млад водач на това движение във Франция. Докторската му дисертация „Математически анализ на социалните факти“ показва влиянието, което му оказват количествените методи в социологията. Структурализмът също оказва своето въздействие върху формирането на Будон. Втората му докторска дисертация „За какво служи понятието структура?“, свидетелства за това. Структурализмът през 60-те години на 20 век има мощно влияние във Франция, благодарение на първо място на Клод Леви-Строс и се превръща в мода в социалните и хуманитарните науки. Отношението на Будон към структурализма, обаче е критично.
Реймон Будон е един от водещите представители на течението методологически индивидуализъм, което е сред най-влиятелните парадигми в модерната социология.
Той въвежда и доразвива това научно понятие във Франция. До края на живота остава защитник на този теоретичен концепт. Индивидуалното човешко действие е поставено на централно място в изследванията му. Според индивидуалистичната теория всеки социален феномен, колкото и енигматичен и неразгадаем да изглежда, може да се сведе до действията и взаимодействията между индивидите, които обикновено са негови съставни части. Казано по друг начин той отрича всички мистериозни цялости (социална структура, поле, класа…), които според някои социолози упътват съдбата на хората. Според методологическия индивидуализъм при анализ на един социален феномен, следва той да бъде разглеждан като абстрактен модел на конструкция и съвкупност от мотивациите на отделните индивиди, които участват в него.
Целта на методологическия индивидуализъм е да достигне възможно най-далеч в изследването и проследяването на ефектите и произхождат от поведенията, от избора и от поемането на риск. Тези произлизащи ефекти, които Будон нарича също перверзни ефекти, социално нежеланите ефекти, тоест индивидуални или колективни ефекти, се случват при противопоставянето на индивидуалните начини на държане, но без да бъдат непременно желани и търсени цели от актьорите. Според самия Будон методологическият индивидуализъм е издържал проверката на времето и понастоящем има два големи конкурента – парадигмите, изучаващи обществото като система, както и холистичните теории, които ползват в своите обяснения влиянието на детерминизма или на социалните структури. Произходът на социалните конфликти също подлежи на обяснение, прилагайки методологическия индивидуализъм. Затова следва да се анализира ситуацията, мотивациите и правото на избор, пред които се озовават социалните актьори.
Друга основна тема при Будон е рационализмът, който той противопоставя на темите за колективните вярвания и предразсъдъци. Той набляга на две неща: от една страна социалните феномени трябва да бъдат обяснени чрез индивидуални решения, които се взимат в рамките на обществото. Няма „социални сили“ които да действат директно. От друга страна е важно да се разбере логиката на избора на тези отговорни актьори в социалния живот. Това не означава, че актьорите са поставени в социален вакуум. Напротив, от тяхната позиция и ситуация, вземайки предвид техните вярвания и ценности, те действат и еволюират. Въпреки това концептът за рационалността е основен за разбиране начина на формиране на личния избор. Будон често използва, но и доразвива дефиницията за рационалността, използвана от икономистите, които я свързват с оптимизацията на личната необходимост.
Отделните индивиди имат почти винаги имат добри причини да правят това, което правят. Тези причини може да не са всякога диктувани от обективна или пресметлива рационалност. Тук се поставя темата за съвместимостта на рационалността с привидната идеологическа лудост на хората, колективните им лутания. Будон анализира няколко типа рационалности на актьорите. Той изследва и понятията когнитивна рационалност и аксиологична рационалност. Но централно място заема дефинирания от него концепт за теорията на обикновената рационалност. Този тип рационалност може да „почива върху принципа, че всеки акт или всяко дескриптивно или нормативно вярване са последици от персонални или неперсонални причини, които са параметрирани от контекста и са възприети от индивида като по-силни, отколкото други евентуално алтернативни причини“. Според Будон тази теория „запълва бездната между научна и обикновена мисъл“, „дискредитира вредния релативизъм“, позволява да се „избегнат вредните каузални обяснения“ и дава централно място на мислещия човек, който е способен да „различава персоналните причини (мотивациите) от неперсоналните, подчинявайки се и на двете“.
Будон анализира множество социални реалности през призмата на теорията на методологическия индивидуализъм и за обикновената рационалност: неравенството на шансовете, факторите и причините, които се крият зад него, състоянието на демокрацията и мястото на индивидите в модерното общество. Той развива концепцията за „активните малцинства“, и дава препоръки как може за бъде подобрена представителната демокрация. Според някои свои колеги Будон се противопоставя от политическа гледна точка на вдъхновените от социоцентризма идеологии, които поставят индивида в подчинение на общността. Според него те презират личностите и ги третират като марионетки. Превъзходството на либералния мироглед е в етичното зачитане на социалните актьори. Либералните идеологии са свързани в някои отношения с методологическия индивидуализъм. Те поставят индивида преди институцията. Личните предпочитания са в основата на критериите за оценка на обществените и политическите институции. Тази теория легитимира институциите, които зачитат пазарните закони и са ориентирани към опазване на индивидите възможностите, които се откриват пред индивидуалната свобода.

## Отличия и признание
През 1991 г. Будон става член на Академията за морални науки и политики към Френския институт (на френски език: Académie des sciences morales et politiques de l’Institut de France). Член на множество престижни академии в чужбина. Доктор хонорис кауза на Университета в Лавал, член на Кралското общество на Канада, офицер на Ордена на почетния легион, офицер на Ордена на „Академичните палми“ и др.

## Текстовете на Реймон Будон в България
Реймон Будон е сравнително неизвестен за широката българска публика. В социологическите среди е четен и цитиран в научни изследвания, но само отделни текстове от него са представяни на български език. По-голямата част от творчеството му остава достъпно основно за учените, говорещи френски език. През 2012 г. излиза първата му преводна книга на български език: „Социологията като наука“. Материята на книгата е колкото сложна и академична, толкова и провокативна за светогледа на всеки читател. Георги Фотев е автор на предговора към българското издание. Според него от книгата, която представлява своеобразна интелектуална автобиография, се разбира ясно, че за Будон да легитимира социологията като наука е каузата на дългия му научен път.

### На френски език
- 1973 г. L'inégalité des chances. (Неравенството на шансовете) Paris: Armand Colin.
- 1977 г. Effets pervers et ordre social. (Перверзни ефекти и социален ред) Paris: PUF.
- 1979 г. La logique du social. (Логиката на социалното) Paris: Hachette
- 1982 г. Dictionnaire critique de la sociologie. (Критичен речник на социологията) Paris: PUF. (съавторство с Франсоа Бурико)
- 1984 г. La place du désordre : critique des théories du changement social. (Мястото на безпорядъка: критика на теориите за социалната промяна) Paris: PUF
- 1986 г. L'idéologie ou l'origine des idées reçues. (Идеология и възникване на предразсъдъците) Paris: Fayard.
- 1990 г. L'art de se persuader, des idées douteuses, fragiles ou fausses. (Изкуството да се убедиш в съмнителните, крехките или грешните идеи) Paris: Fayard
- 1992 г. Traité de sociologie. (Социологически договор) Paris: PUF
- 1995 г. Le juste et le vrai : études sur l'objectivité des valeurs et de la connaissance. (Правилното и вярното: изследване на обективността на ценностите и на познанието) Paris: Fayard.
- 1999 г. Le sens des valeurs. (Смисълът на ценностите) Paris: PUF
- 1998 г.; 2000 г. Études sur les sociologues classiques. (Изследвания за класическите социолози) Paris: PUF (том 1 и том 2)
- 2000 г. L'axiomatique de l'inégalité des chances. (Аксиоматиката на неравенството на шансовете, съавторство с Ш-А. Кюен и А. Масо) Québec: PUL/L'Harmattan.
- 2001 г. L'explication des normes sociales. (Обяснението на обществените норми) Paris: PUF.
- 2002 г. Les méthodes en sociologie. (методите в социологията) Paris: PUF.
- 2002 г. Déclin de la morale ? Déclin des valeurs ?. (Упадък на морала? Упадък на ценностите?) Paris: PUF.
- 2003 г. Y a-t-il encore une sociologie ?. Paris: Odile Jacob, (entretiens avec Robert Leroux). (Има ли все още социология?)
- 2003 г. Raison, bonnes raisons. (Разум, добри причини) Paris: PUF.
- 2004 г. Pourquoi les intellectuels n'aiment pas le libéralisme. (Защо интелектуалците не обичат либерализма) Paris: Odile Jacob.
- 2005 г. Tocqueville aujourd'hui. (Токвил днес) Paris: Odile Jacob.
- 2006 г. Renouveler la démocratie : éloge du sens commun. (да възобновим демокрацията) Paris: Odile Jacob.
- 2007 г. Essais sur la théorie générale de la rationalité. (Есе върху общата теория на рационалността) Paris: PUF
- 2008 г. Le relativisme. (Релативизмът) Paris: PUF.
- 2009 г. La rationalité. (Рационалността) Paris: PUF.
- 2010 г. La sociologie comme science. (Социологията като наука) Paris: La Découverte.
- 2012 г. Croire et savoir : penser le politique, le moral et le religieux. (Да вярваме и да можем: да мислим политическото, моралното и религиозното) Paris: PUF.
- 2013 г. Le Rouet de Montaigne: une théorie du croire. (Монтен: теория на вярването) Paris: Hermann

### На български език
- Будон, Р. 2012. Социологията като наука. прев. от фр. Борис Гюров. София: Изток-Запад, ISBN 978-619-152-054-1
- Будон, Р. 1993. „Индивидуализъм или холизъм: основен методологически спор“. В: Мандрас, А., М. Вере (съст.) Полетата на френската социология. София: Наука и изкуство.
- Ласан, Фр. 2007. Откъде идва съзнанието ни за морал?. Сп. Съвременник. XXXV, 4: 432 – 444. ISSN 02046962 (Интервю на Франсоа Ласан с Ж-П. Шарньо, Р. Будон и В. Декомб)